# Dân tộc chí
Dân tộc chí hay dân tộc học miêu tả, một số người gọi là dân tộc ký là một ngành học và cũng là phương pháp nghiên cứu định tính trong các ngành khoa học xã hội và nhân văn, có tên tiếng Anh là ethnography, tiếng Pháp ethonographie, bắt nguồn từ hai chữ gốc Hy Lạp là ethnos (ἔθνος) tức là con người/dân gian và graphein (γράφειν) tức là viết, ghi chép, kí lục.

## Nội dung
Về cơ bản đây là quá trình thu lượm dữ liệu về con người, văn hóa và xã hội, thông qua phỏng vấn, hỏi đáp, quan sát và sưu tập rồi áp dụng các phương pháp phân tích để viết bài khảo luận. Dân tộc ký thường gặp nhất trong ngành Nhân học nhưng cũng được ứng dụng trong Sử học và Xã hội học, văn hóa học, nghiên cứu truyền thông và nghệ thuật, hay kể cả kinh tế và tiếp thị cùng khoa học phát triển.
Hai ngành Nhân học văn hóa (Cultural anthropology) và Nhân học xã hội (Social anthropology) hầu như đều khởi đầu từ các công trình ứng dụng dân tộc ký, ví dụ như nghiên cứu của Bronisław Malinowski ở Thái Bình Dương hay của Margaret Mead ở Samoa. Về cơ bản đây là phương pháp bắt đầu từ khảo sát điền dã (fieldwork), thông qua quan sát mà nhà dân tộc ký có thể quyết định tham gia (participant observation) hay không tham gia các hoạt động của xã hội mình nghiên cứu, để thu nhặt những dữ liệu từ gốc. Kèm theo đó họ có thể trao đổi, nói chuyện hay phỏng vấn sâu một số đối tượng, chụp ảnh hoặc quay phim tư liệu, sưu tập đồ vật để phục vụ quá trình phân tích và viết khảo luận, tức là giai đoạn hai của phương pháp nghiên cứu dân tộc ký.
Góc nhìn của nhà dân tộc ký là toàn phần, thường khởi đầu bằng các mô tả về lịch sử, địa lý và khái quát văn hóa của khu vực, nơi đối tượng nghiên cứu đang sinh sống, bên cạnh những giới thiệu về bản thân và những tiếp cận ban đầu đến với nền văn hóa đó. Nếu các nhà dân tộc ký thời kỳ đầu tập trung vào những mối quan hệ cơ bản trong xã hội có thể coi là tiền sử như quan hệ huyết thống, dòng tộc, tín ngưỡng, phong tục, tập quán, lễ hội... thì các nhà dân tộc ký giai đoạn sau như Clifford Geertz đòi hỏi phải mô tả "sâu" hơn về đối tượng, đi vào hệ giá trị, quan niệm sống và văn hóa của xã hội đó, tức là ethos, thông qua phương pháp tiếp cận ảnh hưởng hiện tượng luận. Khi đó nhà nghiên cứu phải tái xây dựng "mạng lưới" và kết cấu của nền văn hóa hơn là chỉ đơn giản mô tả các hoạt động bề ngoài của nó. Nhà nghiên cứu đòi hỏi phải "tích lũy kiến thức" đến một độ sâu đủ để "hiểu" các hoạt động văn hóa đang diễn ra trước mắt mình và "diễn giải" chúng theo nhiều chiều nhìn từ các "nhân vật" khác nhau có liên quan, ví dụ như công trình được coi là kinh điển của Claude Lévi-Strauss về cư dân vùng Amazon.
Trong ngành xã hội học thì trường phái Chicago chuyên nghiên cứu xã hội đô thị đặc biệt chuộng phương pháp dân tộc ký. Đến thập niên 1960s và 1970s thì phương pháp này cũng được ứng dụng nhiều trong các ngành nghiên cứu truyền thông. Gần đây phương pháp dân tộc ký bắt đầu được thử nghiệm như một phương pháp giảng dạy trong trường đại học như trường hợp nổi bật của giáo sư George Spindler tại Đại học Stanford. Nếu trước kia dân tộc ký là phương pháp dành riêng người từ một nền văn hóa này (thường là từ các nước đế quốc thực dân) nghiên cứu nền văn hóa khác (thường là thuộc địa hoặc các bộ lạc nguyên sơ), gọi là etic - góc nhìn của người bên ngoài, thì nay cũng được chấp nhận như là phương pháp để nhìn nền văn hóa từ chính góc nhìn của người bản xứ - gọi là emic.